# Prothemus neimongolanus
Prothemus neimongolanus is een keversoort uit de familie soldaatjes (Cantharidae). De wetenschappelijke naam van de soort werd in 1990 gepubliceerd door Wang & Yang.